# St. Gertraud (Elsenfeld)

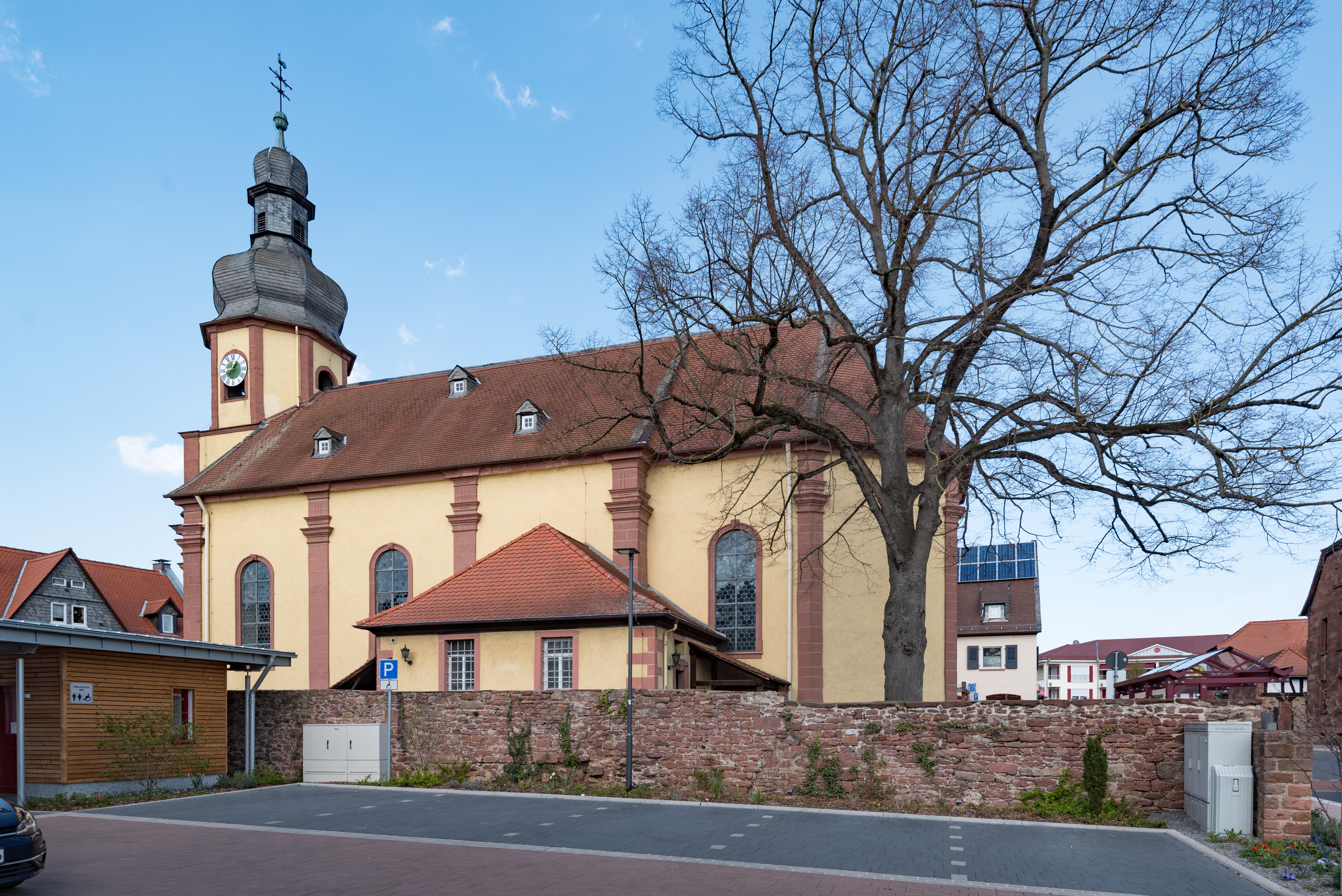
St. Ubaldis und Gertrudis in Elsenfeld

Die römisch-katholische Kirche St. Gertraud, vollständiger Name St. Ubaldis und Gertrudis, ist ein denkmalgeschütztes Kirchengebäude, das in Elsenfeld steht, einem Markt im Landkreis Miltenberg (Unterfranken, Bayern). Kirchenpatrone sind Gertrud von Nivelles und Ubald von Gubbio. Das Bauwerk ist unter der Denkmalnummer D-6-76-121-6 als Baudenkmal in der Bayerischen Denkmalliste eingetragen. Die Pfarrei gehört zur Pfarreiengemeinschaft Christus Salvator Elsenfeld im Dekanat Obernburg des Bistums Würzburg.

## Architektur und Ausstattung
Die Saalkirche, deren Wände außen mit Pilastern gegliedert sind, wurde 1767 gebaut. Das Langhaus aus drei Jochen hat im Osten einen eingezogenen Chor aus einem Joch mit einem dreiseitigen Abschluss. Der im Westen vorgestellte Fassadenturm, der von Treppentürmen flankiert wird, hat ein oktogonales Obergeschoss, das die Turmuhr und den Glockenstuhl beherbergt und auf dem eine Welsche Haube sitzt. Über dem Portal in der Westwand des Turms befindet sich eine Wandnische mit einer Statue des hl. Wendelin.
Die Kirche ist mit drei spätbarocken Altären ausgestattet. Den Hochaltar mit seiner bildlichen Darstellung des Letzten Abendmahls flankieren vier Heiligenfiguren, darunter die beiden Kirchenpatrone, und bekrönt eine plastische Darstellung der Hl. Dreifaltigkeit.
Statuen der beiden Kirchenpatrone am Hochaltar

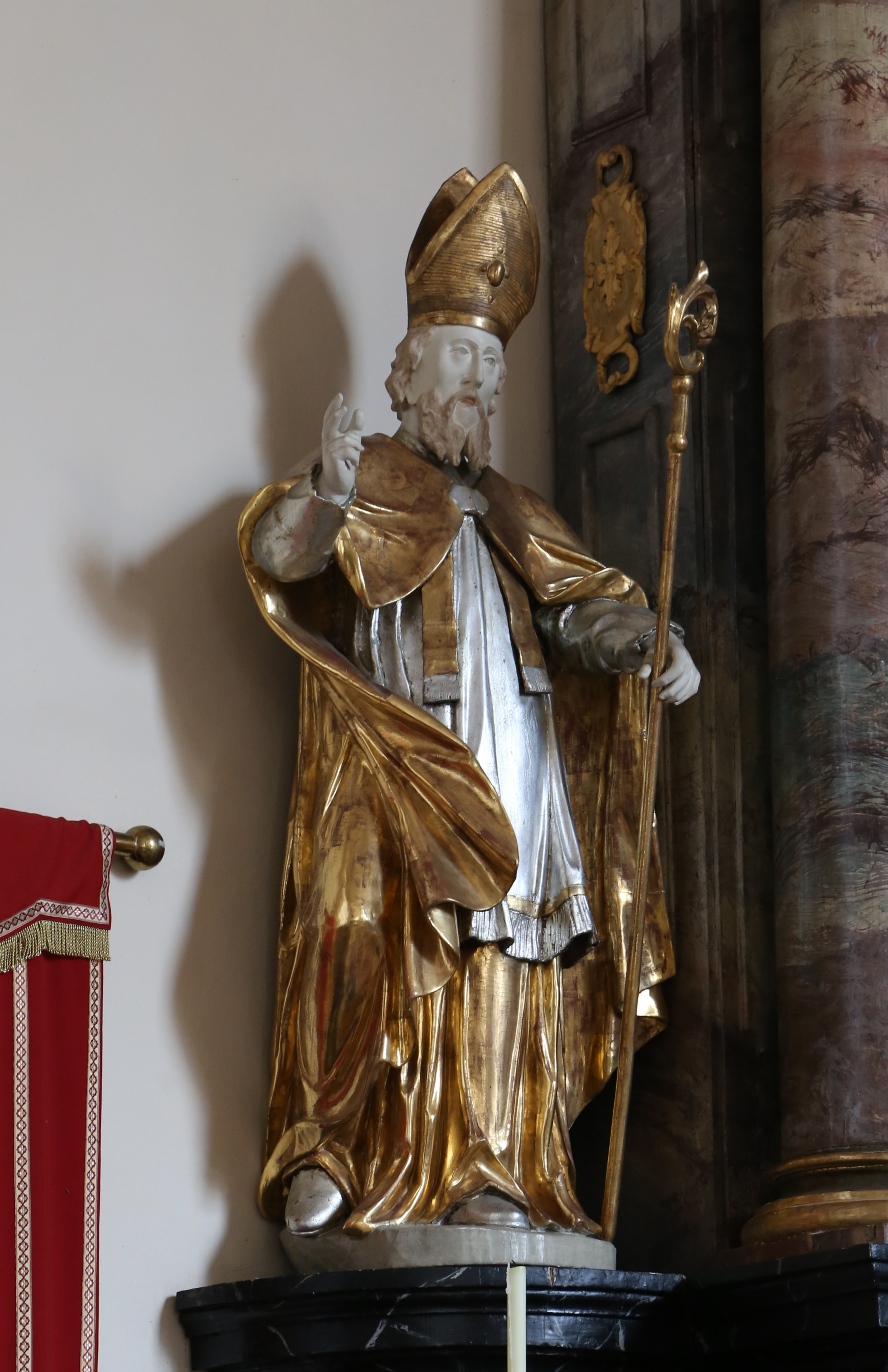
Ubald von Gubbio
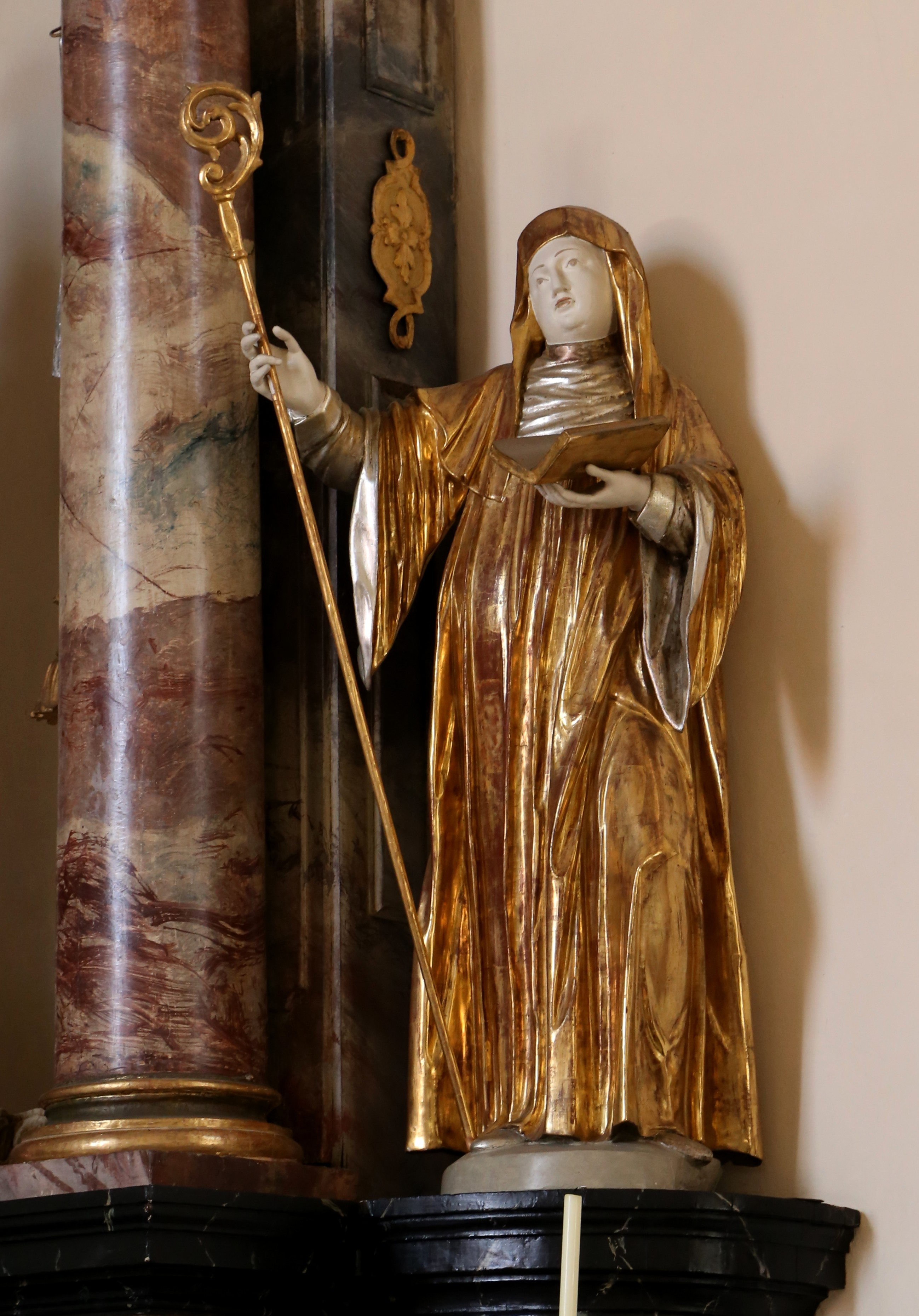
Gertrud von Nivelles

Der Marienaltar ist mit einer Mondsichelmadonna ausgestattet, der andere mit einer Herz-Jesu-Statue. Am Kanzelkorb der mit Rokokoornamenten reich verzierten Kanzel befinden sich die Sitzfiguren der vier Evangelisten. Der Schalldeckel ist bekrönt mit einer Skulptur von Jesus als Guter Hirte, begleitet von Allegorien der drei christlichen Tugenden Glaube, Hoffnung und Liebe. Das Deckenfresko ist mit 1767 datiert und stellt die Aussendung des Heiligen Geistes dar.
Die Orgel mit 14 Registern, verteilt auf zwei Manuale und Pedal, wurde 1927 von Willibald Siemann gebaut.